# MUMPS
MUMPS (англ. Massachusetts General Hospital Utility Multi-Programming System — Мульти-программная система Общеклинической больницы Массачусетса; иногда M, или М-система) — язык программирования, созданный в 1966—1967 годах для использования в лечебной индустрии.

## История
Определение MUMPS как языка программирования условно, так как он зародился во времена кристаллизации языков программирования, и сфера его применения простирается от работы с медицинским оборудованием до операционных СУБД и экспертных систем (например, VA VistA).
MUMPS зародился в специфичной медицинской среде кардиологов (Octo Barnett).
Изначально разработан с целью облегчить написание приложений баз данных, одновременно с максимальным использованием компьютерных ресурсов. Часто использовался в лечебных учреждениях и для финансовых информационных систем и баз данных (особенно для разработанных в 1970-х и начале 1980-х годов) и продолжает использоваться у ряда клиентов. Сейчас MUMPS является базовым языком в системах GT.M, MiniM, YottaDB, DSM, MSM, M3-LITE. Наиболее крупной и известной реализацией MUMPS языка является объектно-ориентированная СУБД Caché (с объектно-ориентированным расширением М-языка - ObjectScript) и IRIS Data Platform
Глобальные массивы в MUMPS системах используются для построения и управления базами данных. Структура глобальных массивов — уникальная особенность языка MUMPS. Эти массивы автоматически записываются на диск, без необходимости резервирования и адресации пространства для записи, относятся к иерархическим и разрежённым структурам по самой своей природе. В массивах может содержаться произвольное количество уровней иерархии, причём данные могут содержаться на любом из уровней массива. Индексом массива может быть любое корректное MUMPS выражение, результатом оценки которого может быть число, или строка символов.
Свободно распространяемая реализация M-системы - GT.M, так же как YottaDB, оптимизирована для транзакций и может быть платформой разработки, имеет компилятор соответствующий стандарту ANSI/ISO. Используется в различных отраслях, более всего в финансах и здравоохранении.
С 6 января 2005, и затем повторно с 25 июня 2010, ISO-комитет подтвердил связанные с технологиями MUMPS международные стандарты: ISO/IEC 11756:1999, language standard, ISO/IEC 15851:1999, Open MUMPS Interconnect and ISO/IEC 15852:1999, MUMPS Windowing Application Programmers Interface.

## Основные идеи MUMPS
- MUMPS охватывает многие области, обычно более присущие операционным системам общего назначения, которые обеспечивают функционирование и разработку прикладных программ. Кроме просто интерпретатора языка, ему присущи функции управления базами данных, и кроме того обеспечение хорошего интерфейса с устройствами ввода-вывода. В дополнение к этому, большинство из версий MUMPS допускают работу в многопользовательских и многозадачных режимах с использованием принципов разделения времени между заданиями.
- MUMPS является интерпретирующим языком. MUMPS-команды могут запускаться на исполнение прямо с клавиатуры или записываться в виде программ на диск. MUMPS интерпретирует типы данных в контексте совершаемых над ними операций. В непосредственном режиме пользователь легко может проверить любую из языковых конструкций, с помощью отладчика провести отладку программ и их процедур, просмотреть и изменить в любой момент содержание локальных и глобальных переменных.
- Интерпретация данных как программы (косвенность, фактически лямбда-исчисление). Два пути использования косвенности: оператор XECUTE, в котором поле данных, используемое как аргумент оператора, исполняется как набор MUMPS инструкций; использование оператора косвенности @, который позволяет заменить полями данных аргументы операторов.
- Глобаль — массив, автоматически адресуемый для записи на диск. Основная форма записи данных MUMPS. Глобали являются разрежёнными массивами и занимаемое ими пространство на диске определяется только размером данных, записываемых при индексах. Глобали могут быть распределены одновременно между многими пользователями. Глобальные переменные доступны всем процессам работающим в одном каталоге. Индексация — организация взаимного расположения записей внутри массива называется индексацией и достигается в MUMPS с помощью индексов глобальных массивов. Индексами в этих массивах могут быть не только числа, но и любые символьные строки имеющие значение (семантику), которая затем используется в программах. Например, это может быть программный код обработки узла.
- Многоосевое кодирование часто используется в медицинских информационных системах, для кодирования диагнозов и лечебных процедур которые могут иметь множественные ссылки в своем коде. Диагноз может иметь в себе элемент указывающий на поражение определенного органа тела или конкретной части органа, (например, левая вентрикулярная стенка сердца), другое поле указывает на функциональные изменения в этом месте (воспаление), третье поле указывает на причину, вызвавшую заболевание (травма). Каждое из полей является элементом иерархической структуры, комбинация трех полей создает единый код заболевания, несущий в себе три ссылки.
- В большинстве MUMPS реализаций глобальные структуры основываются на концепции так называемых сбалансированных деревьев (именуемых также и В-деревьями). В-деревья представляют собой мощный инструмент для организации разрежённых структур с использованием ключей (индексов). При этом обеспечивается эффективный механизм записи и чтения данных с минимальным количеством обращений к диску.
- MUMPS является строчно-ориентированным языком, каждая строка может содержать много операторов (количество ограничено только пределом длины строки — обычно 255 символов). Отдельные операторы и функции языка могут быть сгруппированы вместе в одной физической строке программы:

- ^ [System,Directory]Name(Subscripts) — синтаксис глобальной ссылки, на программу или данные. Идентификатор System обозначает, что ссылка относится к области расположенной в той же системе (на том же узле сети), что и текущий процесс. Идентификатор области (Directory), указывает, что обращение производится к области назначенной текущему процессу при его запуске;
- % — начало имени библиотечного массива;
- : — пост-условие оператора;
- $ — начало имени системных переменных;
- [ — операция «строка содержит»;
- ] — операция «строка следует»;
- $Z — функции фирм-разработчиков MUMPS и не являющиеся стандартными.

## Hello, world! на MUMPS
Программа Hello, world!, написанная на MUMPS, будет выглядеть так:
```
hello()
write "Hello, World!",!
quit

```

Она может быть запущена из командной строки MUMPS командой:
```
do ^hello()

```

С того момента как MUMPS стал поддерживать последовательные команды в одной строке, а команды стало возможно записывать однобуквенным сокращением, эту программу можно записать более компактно:
```
hello() w "Hello, World!",! q

```

## Сравнение с альтернативами
В публикациях сторонников MUMPS утверждается, что эта технология является малоизвестной и существенно менее распространённой за пределами больших корпоративных систем. Новые приложения баз данных чаще всего создаются с использованием поддерживаемого в современных реализациях MUMPS SQL и популярных языков программирования.
Критики MUMPS прямо называют эту технологию устаревшей и указывают на такие недостатки MUMPS как:
- отсутствие типизации (все данные хранятся как строки);
- низкий уровень абстракции;
- нечитабельность синтаксиса, особенно при использовании сокращений.

Язык MUMPS критики называют провоцирующим ошибки, поскольку:
- отсутствует обязательное объявление (декларирование) переменных;
- не поддерживаются привычные приоритеты арифметических операций (например, выражение 2+3×10 даёт в MUMPS значение 50);
- лишний пробел или разрыв строки может совершенно изменить смысл синтаксической конструкции;
- ключевые слова языка не зарезервированы и могут широко использоваться в качестве идентификаторов.